# Campeonato Mundial de Ciclismo em Estrada de 1928
Os Campeonatos do mundo de ciclismo em estrada de 1928 celebrou-se na localidade húngara de Budapeste a 16 de agosto de 1928.

## Resultados
| Event                     | Ouro                     | Ouro       | Prata                   | Prata     | Bronze                 | Bronze    |
| ------------------------- | ------------------------ | ---------- | ----------------------- | --------- | ---------------------- | --------- |
| Provas masculinas         |                          |            |                         |           |                        |           |
| Homens - corrida em linha | Georges Ronsse · Bélgica | 6h 20' 10" | Herbert Nebe · Alemanha | + 19' 43" | Bruno Wolke · Alemanha | m.t.      |
| Amador - corrida em linha | Allegro Grandi           | 6h 55' 09" | Michele Mara            | m.t.      | Jean Aerts · Bélgica   | + 13' 45" |